# Marcolândia
Marcolândia é município brasileiro do estado do Piauí.
Localiza-se na microrregião do Alto Médio Canindé, mesorregião do Sudeste piauiense. O município possui 8.543 habitantes (Censo 2020) e 141 km². Foi criado em 29 de abril de 1992.
Está localizado na porção ocidental da Chapada do Araripe, sendo o município com sede de maior altitude no estado do Piauí, com 785 metros acima do nível do mar. Possui clima semiárido seco estépico com ligeiras variações em função da altitude. O verão é a estação mais chuvosa, quando podem ser registrados até 718mm de pluviosidade.
A temperatura média anual é de 23 °C, e os meses mais quente e frio são novembro (24,4 °C - Primavera) e julho (21,3 °C - Inverno), respectivamente.

## Administração

### Lista de Prefeitos de Marcolândia
| Nº | Nome                          | Início do Mandato    | Fim do Mandato         |
| 1  | Lafaiete Pereira de Castro    | 1 de janeiro de 1993 | 31 de dezembro de 1996 |
| 2  | Amaro Amadeu de Carvalho      | 1 de janeiro de 1997 | 31 de dezembro de 2005 |
| -- | ----------------------------- | -------------------- | ---------------------- |
| 3  | Francisco Manoel Coelho       | 1 de janeiro de 2006 | 31 de dezembro de 2012 |
| 4  | Francisco Pedro de Araújo     | 1 de janeiro de 2013 | 31 de dezembro de 2020 |
| 5  | Corinto Machado de Matos Neto | 1 de janeiro de 2021 | Em aberto              |